# Municipio de Mitchell (Míchigan)
El municipio de Mitchell (en inglés: Mitchell Township) es un municipio ubicado en el condado de Alcona en el estado estadounidense de Míchigan. En el año 2010 tenía una población de 352 habitantes y una densidad poblacional de 0,95 personas por km².

## Geografía
El municipio de Mitchell se encuentra ubicado en las coordenadas 44°43′27.04″N 83°47′54.95″O / 44.7241778, -83.7985972. Según la Oficina del Censo de los Estados Unidos, el municipio tiene una superficie total de 372,1 km² (143,7 mi²), de la cual 369,8 km² (142,8 mi²) corresponden a tierra firme y 2,3 km² (0,9 mi²) (0.63%) es agua.

## Demografía
En el 2000 la renta per cápita promedia del hogar era de $26.875, y el ingreso promedio para una familia era de $33.875. El ingreso per cápita para la localidad era de $18.739. En 2000 los hombres tenían un ingreso per cápita de $38.750 contra $20.000 para las mujeres. Alrededor del 16.5% de la población estaba bajo el umbral de pobreza nacional.